# Vanilla grandifolia
Vanilla grandifolia är en orkidéart som beskrevs av John Lindley. Vanilla grandifolia ingår i släktet Vanilla och familjen orkidéer. Inga underarter finns listade i Catalogue of Life.